# Сестра (приток Волхова)
Сестра — река в России, приток Волхова. Протекает в Волховском районе Ленинградской области. Исток расположен на Восточно-Европейской равнине в болотах восточнее деревни Заречье. От истока течёт на северо-запад, затем направление последовательно меняется на северо-западное и северное. Устье реки находится в 43 км по правому берегу реки Волхов южнее деревни Братовище. Длина реки составляет 19 км, площадь водосборного бассейна 81,5 км². Основные притоки — ручьи Высоцкий и Каменский (оба правые).
Реку дважды пересекает просёлочная автодорога Заднеево — Бережки.

## Данные водного реестра
По данным государственного водного реестра России и геоинформационной системы водохозяйственного районирования территории РФ, подготовленной Федеральным агентством водных ресурсов:
- Бассейновый округ — Балтийский
- Речной бассейн — Нева (включая бассейны рек Онежского и Ладожского озера)
- Речной подбассейн — Волхов
- Водохозяйственный участок — Волхов
- Код объекта в государственном водном реестре — 01040200612102000019643[1].